# Orléans (Ontario)
Pour les articles homonymes, voir Orléans (homonymie).
 (février 2022).
Si vous disposez d'ouvrages ou d'articles de référence ou si vous connaissez des sites web de qualité traitant du thème abordé ici, merci de compléter l'article en donnant les références utiles à sa vérifiabilité et en les liant à la section « Notes et références ».
Orléans est une banlieue d'Ottawa située le long de la rive sud de la rivière des Outaouais, à une quinzaine de kilomètres à l'est du centre-ville de la capitale nationale. Elle a été intégrée dans la nouvelle ville agrandie d'Ottawa en 2001.
Avant son intégration à la ville d'Ottawa, Orléans était une municipalité partagée entre les anciens cantons de Cumberland et de Gloucester.

## Toponymie
Une importante partie de la population est franco-ontarienne. Orléans garde son accent sur le "e" dans sa transcription en version anglaise. Le résultat ressemble à la combinaison des mots anglais "oar" et "lean" suivi par le "s". Tandis que son nom est souvent écrit "Orleans" en anglais, l’épellation officielle demeure toujours "Orléans".

## Histoire
Orléans, à ses débuts, était connu sous le nom de "Saint-Joseph d'Orléans". Le nom correspondait à la paroisse catholique romaine de la communauté majoritairement francophone, soit la paroisse St-Joseph, qui constitue la partie centrale et la plus ancienne d'Orléans, sise sur le boulevard Saint-Joseph. Le nom de la collectivité a inspiré le nom de l'une de ses artères principales, le boulevard Jeanne-d'Arc, qui contourne la ville même d'Orléans. Jeanne d'Arc fut une héroïne du XVe siècle qui a dirigé l'armée française à la victoire à Orléans en France. Il ne faut d'ailleurs pas confondre les deux villes, Orléans en France étant situé au sud de Paris.
« Orléans fut un des premiers villages canadiens-français à l’est de Bytown, la capitale du pays maintenant Ottawa. Pendant ces 150 ans, Orléans a su conserver son caractère francophone et la paroisse St-Joseph est la plus grande du diocèse d’Ottawa. »
La paroisse Saint-Joseph d’Orléans a été fondée officiellement en 1860. Ayant participé à l'établissement de la paroisse, François Dupuis est souvent considéré comme le fondateur d'Orléans. Né vers 1785 à Varennes (Québec) il s'enrôle dans le régiment des Voltigeurs lors de la guerre de 1812 et se distingue aux côtés du colonel de Sallaberry, lors de la bataille de Châteauguay en 1813. Il arrive dans la région d'Orléans vers 1846 et incite activement d'autres Canadiens français à le rejoindre. En 1849, les habitants de l'endroit le choisissent pour les représenter auprès de Joseph-Bruno Guigues, évêque de Bytown, afin d'obtenir une paroisse catholique francophone chez eux. Dupuis offre même huit acres de ses terres pour l'édification d'une église. La même année, Joseph Guigues se rend chez Dupuis et décide dès lors d'y établir une mission catholique, laquelle sera élevée en 1860 au rang de paroisse.
Luc Major arrive dans la région vers 1856  et y construit la première auberge/taverne. Il soumet par la suite  ce qui est considéré être le premier plan officiel du village de Saint-Joseph (Orléans) enregistré en 1858.
En 1860, les enfants de la paroisse sont alors éduqués dans une maison de la ferme des sœurs grises d’Youville, puis l’Académie Saint-Joseph sera construite en 1890 dans le village près de l'église.
Pourquoi le nom Orléans ? Il est maintenant généralement reconnu que ce nom a été choisi en 1860 par le premier maître de poste d'Orléans, Jean-Théodore Besserer, qui est né sur l'île d'Orléans au Québec. Le nom Orléans remonte à une ville du même nom en France. Avec les Dupuis et les Major, il y avait parmi les premières familles d’Orléans, les McNeely, les Lachaine, les Rocque, les Charbonneau, les Besserer, les Roy, les Chartrand, les Montpetit et les Potvin, entre autres.
Orléans commença sa transformation comme banlieue de la ville d'Ottawa avec la construction de subdivisions tard dans les années 1960. Sa croissance n'a fait qu'accélérer depuis ce temps; ayant doublé en taille à plusieurs reprises. Comme les autres villages de l'Est ontarien, Orléans a toujours été une communauté majoritairement francophone. Par contre depuis son expansion dans les années 1970 et l'arrivée subséquente d'anglophones et d'immigrants cette proportion diminue.
La croissance commerciale d'Orléans a vu un moment important avec l'arrivée du grand centre commercial, Place d'Orléans, en 1979 entre le boulevard Saint-Joseph et la route régionale 17. En raison de l'expansion continuelle vers le sud et l'est, et de plus en plus loin des parties plus anciennes du village, le chemin Innes, parallèle au boulevard Saint-Joseph, est devenu le deuxième cœur battant d'Orléans avec plusieurs grands commerces.

## Économie
Orléans s'est développée autour de la Place d'Orléans, un grand centre commercial avec plus de 175 magasins situés près de la route régionale 174 le long du boulevard Saint-Joseph. La croissance exponentielle de la banlieue supporte l'industrie de la construction. Depuis le nouveau millénaire, une nouvelle artère commerciale s'est développée au sud le long du chemin Innes supportant plusieurs petits magasins, grandes chaines de commerce et un cinéma. Le chemin Innes est le nouveau cœur commercial d'Orléans et plusieurs commerces du boulevard Saint-Joseph ont souffert par la suite; on retrouve beaucoup moins de gens à Place d'Orléans et plusieurs magasins et restaurants se sont déplacés vers le chemin Innes.

## Services et attraits

### Éducation
La région d'Orléans a vu apparaître de nouvelles constructions et des quartiers résidentiels sont apparus tel que celui d'Avalon. En plus de nombreuses écoles anglophones, plusieurs écoles élémentaires et quatre écoles secondaires francophones (Béatrice-Desloges, Garneau, Gisèle-Lalonde, Mer Bleue)  parsèment la banlieue. Près de l’intersection du chemin Trim et de la route régionale 174, on retrouve le campus Alphonse-Desjardins du Collège La Cité, le Centre des métiers Minto.

### Sports et loisirs
La région d'Orléans comporte plusieurs parcs, centre sportifs et patinoires (intérieures et extérieures).
Orléans est muni de 32 patinoires extérieures et de 5 patinoires intérieures (2 au Centre récréatif Bob-McQuarrie–Orléans et 3 au Centre récréatif Ray-Friel).
Trois grands complexes sportifs sont situés à Orléans. Le centre récréatif Ray-Friel est situé sur le chemin Tenth Line et est géré par la ville d'Ottawa. Un autre complexe sportif à Orléans est le centre récréatif Bob-McQuarrie–Orléans situé sur la promenade Youville. Le complexe récréatif Ray-Friel et le complexe récréatif Bob-McQuarrie–Orléans offrent des patinoires, un centre de cardio, des salles d’exercice, une piscine (à vagues au complexe Ray-Friel), un bain chaud, un sauna et plusieurs autres services. Le complexe récréatif Bob-McQuarrie–Orléans offre aussi des salles de squash tandis qu'au complexe Ray-Friel, une bibliothèque publique partage de l'espace dans le même complexe. La construction d'un troisième complexe sportif privé, Movati, un club privé sur le chemin Innes, est devenu très populaire dans la région et est souvent fréquenté par les membres de la communauté.
En raison de la croissance résidentielle vers le sud d'Orléans, un nouveau centre, soit le centre récréatif François-Dupuis, a ouvert en 2013 sur le boulevard Portobello à l'angle du boulevard Brian-Coburn. Une expansion au centre fut dévoilée au mois de juin 2017.

## Personnalités liées
Jonathan David, joueur de soccer, y passe une bonne partie de son enfance.
Andrée Poulin, née à Orléans (maintenant Ottawa, Ontario), est une femme de lettres franco-ontarienne. Elle a publié une cinquantaine de livres (albums et romans) pour les jeunes de 4 à 14 ans.